# Gerhard Ernst (Philosoph)
Gerhard Ernst (* 1971 in Landau in der Pfalz) ist ein deutscher Philosoph und Hochschullehrer.

## Leben
Ernst absolvierte von 1989 bis 2000 sein Studium der Philosophie, Logik und Wissenschaftstheorie und Physik an der Universität Kaiserslautern (1989–1991), der Hochschule für Philosophie S. J. München (1991–1995) und der Ludwig-Maximilians-Universität München (LMU) (1999–2000).
1993 erwarb er das Bakkalaureat im Fach Philosophie an der Hochschule für Philosophie München, 1995 das Diplom im Fach Physik an der LMU München. 2001 promovierte er an der LMU München im Fach Philosophie, wo er anschließend bis 2004 als wissenschaftlicher Assistent weiterarbeitete. 2003 erhielt Ernst den Wolfgang-Stegmüller-Preis der Gesellschaft für Analytische Philosophie.
2004 habilitierte er im Fach Philosophie an der LMU München. Von 2004 bis 2008 bekleidete Ernst die Position eines wissenschaftlichen Oberassistenten an der LMU München. Von 2005 bis 2008 wirkte Ernst auf der Basis von Lehrstuhlvertretungen an den Universitäten Göttingen, Aachen, Hamburg und Magdeburg.
Von 2008 bis 2012 war Ernst Professor für Geschichte der Philosophie und praktische Philosophie an der Universität Stuttgart. Seit 2010 ist Ernst ein Mitherausgeber der Zeitschrift für philosophische Forschung. Seit 2012 wirkt er als Professor für Philosophie an der Universität Erlangen-Nürnberg. Von 2018 bis 2021 war er Präsident der Deutschen Gesellschaft für Philosophie (DGPhil).

## Forschungsschwerpunkte
Seine Schwerpunkte in Forschung und Lehre liegen im Bereich der Metaethik (praktische Philosophie) und im Bereich der Erkenntnis- und Wissenschaftstheorie, in der philosophischen Methodologie (theoretische Philosophie) sowie im Bereich Geschichte der Philosophie.

## Werke (Auswahl)
- (Hrsg.): Philosophie als Lebenskunst. Antike Vorbilder, moderne Perspektiven. Suhrkamp, Berlin 2016.
- Denken wie ein Philosoph. Eine Anleitung in sieben Tagen, München 2012, Pantheon/Random House
- Die Objektivität der Moral, Paderborn 2008, Mentis Verlag
- Einführung in die Erkenntnistheorie, Darmstadt 2007, 6. Auflage 2016, Wissenschaftliche Buchgesellschaft, ISBN 978-3-534-26812-2.
- Die Zunahme der Entropie. Eine Fallstudie zum Problem nomologischer Reduktion, Paderborn 2003, Mentis Verlag
- Das Problem des Wissens, Paderborn 2002, Mentis Verlag